# Bosh
Pour l’article ayant un titre homophone, voir Bosch.
Bosh est un rappeur et acteur français né le 26 mai 1992 à Dreux, en Eure-et-Loir,.

## Biographie

### Origines et enfance
Bosh est originaire de Plaisir (Yvelines). Son grand-père est un saxophoniste d'origine congolaise.
Dans une interview pour Le Parisien, il explique que son surnom lui a été donné durant son adolescence par les « grands » du quartier qu'il habitait, le Valibout à Plaisir, en lien avec la marque d'électroménager Bosch : « Ils m'ont surnommé comme ça, parce qu'ils estimaient que je faisais un grand travail de précision. »
Alors qu'il entame des études de plomberie, sa paternité précoce le pousse à se lancer dans la musique.
Il a notamment participé à «Dans Le Kartier », une web-série humoristique diffusée sur YouTube et Dailymotion de 2009 à 2016.
Le 27 mars 2020, il sort son premier album, Synkinisi.

## Discographie

### Single
- Djomb (2020)
- Trixma (2020)
- Slide (2020)

### Apparitions
- 2012 : On va faire des lovés feat. BDS, Tdh, Tigers & Bosh (sur l'album de Dans Le Kartier 12 mesures chrono anthem
- 2012 : Tu vas faire quoi feat. Tigers & Bosh (sur l'album de Dans Le Kartier 12 mesures chrono anthem
- 2012 : Le prix à payer feat. MXE & Bosh (sur l'album de Dans Le Kartier 12 mesures chrono anthem
- 2018 : The S feat. Bosh, Grizzly942, Brvmsoo, Leto, Dibson, Douma Kalash, Krilino, Yaro, Dabs, ZeGuerre, Riane & Elams - OLD UP (single)
- 2019 : Hatik feat. Bosh - Donnerstag (Sur l'EP de Hatik Projet Berlin)
- 2019 : Hatik feat. Bosh - Ouais mon reuf (Sur la mixtape de Hatik Chaise pliante),
- 2020 : Lefa feat. Bosh - Top Boy (sur l'album de Lefa Famous)
- 2020 : Sky feat. Bosh - La Zone (single)
- 2020 : Brvbus feat. Bosh - Jungle (sur l'album Roi des Ours)
- 2020 : Hayce Lemsi & Volts Face feat. Bosh - Si si si (sur l'album des Frères Lumières À des années lumières 2)
- 2020 : Tango Point Hôtel feat Bosh - Drill Pt 1
- 2020 : Kaaris feat. Bosh - Deux Deux (Sur l'album de Kaaris 2.7.0)
- 2020 : Mous-K feat. Bosh - On part à la guerre (Sur l'album de Mous-K Tour 23)
- 2020 : Maître Gims feat. Bosh - Pendejo (sur l'album Le Fléau)
- 2021 : The S feat. Bosh - On fou la merde (sur l'album Square bleu)
- 2021 : Alonzo feat. Bosh & DA Uzi - Marié à la street (sur la mixtape Capo dei Capi Vol. II)
- 2021 : Dabs feat. Bosh - Espèces (sur la mixtape Ange déchu)
- 2021 : Deeloc feat. Bosh - Tout ce qu'il faut (sur la mixtape ARAYNA)
- 2021 : Toussaint feat. Bosh - Blanc 2 Blanc (single)

## Filmographie
Sauf indication contraire, les informations mentionnées dans cette section peuvent être confirmées par la base de données cinématographiques Allociné,  présente dans la section « Liens externes ».2006 : L’école pour tous
- 2009-2016 : Dans Le Kartier[5]
- 2020 - 2021 : Validé de Franck Gastambide : Karnage
- 2022 : Du crépitement sous les néons de Fabrice Garçon et Kévin Ossona : Sumaï
- 2024 : La Cage de Franck Gastambide
- 2025 : Carjackers de Kamel Guemra